# Matt Mead

Matthew Hansen "Matt" Mead(nascido em 11 de março de 1962) é um político dos Estados Unidos, tendo sido governador de Wyoming. Mead é membro do Partido Republicano.

## Infância
Mead é o filho de Peter Mead e Hansen Mary Mead (1935-1996), o candidato do Partido Republicano a governador em 1990, e neto do governador Clifford P. Hansen. Mary Mead, era uma bióloga, quando morreu em um acidente, quando estava trabalhando em Grand Teton National Park. Mead cresceu em Wyoming. Ele tem um irmão mais velho, Bradford Scott Mead, advogado de Jackson, e uma irmã mais velha, Muffy Mead-Ferro de Salt Lake City, Utah, a autora de Confessions of a Slacker Mom.

## Procurador e candidatura ao senado
Mead foi procurador dos Estados Unidos para o estado de Wyomiming. Ele foi nomeado pelo presidente dos Estados Unidos, George W. Bush. Em 2007, renunciou ao cargo de Procurador para se candidatar a vaga deixada pelo republicano Craig L. Thomas, que tinha morrido. Sua renúncia foi exigida pela Lei Hatch de 1939. Ele perdeu a convenção do Comitê Central do Partido Republicano em Wyoming por quatorze votos no terceiro escrutínio, para ser um dos três candidatos que o governador democrata Dave Freudenthal iria escolher para a sucessão de Thomas.  Freudenthal escolheu o senador estadual John Barrasso, de Casper.

## Governador
Na eleição realizada em 2 de novembro de 2010, Mead derrotou Leslie Petersen, ex-presidente do Partido Democrata de Wyoming.
Mead venceu a primária republicana para governador, com 30.272 votos, tendo derrotado a auditora do estado Rita Meyer, que teve 29.558 votos. O fazendeiro Ron Micheli, ficou em terceiro lugar,  com 27.592 votos. Simpson ficou em quarto lugar com 16.673 votos.

## Vida pessoal
Mead é casado com Carol L. Mintzer (nascida em 1965), e o casal tem dois filhos.